# 國家美式足球聯會西區
國家美式足球聯會西區是國家美式橄欖球聯盟國家美式足球聯會的一個分區，現有四支球隊：亞利桑那紅雀、洛杉磯公羊、舊金山49人、西雅圖海鷹。
該區成立於1967年，當時是國家橄欖球聯盟沿海賽區，其主題是以聯賽的所有部門開頭的字母“C”。這個部門之所以如此命名，是因為它的團隊離美國海岸很近，儘管它們位於相對的海岸線上，這使得在同區對手之間需進行長途旅行。